# Nati nel 1905/Novembre
| Questa pagina contiene informazioni ricavate automaticamente dalle voci biografiche con l'ausilio del template Bio e di un bot. L'aggiornamento è periodico e automatico e ricostruisce completamente la pagina. Se manca una persona in questa lista, sei pregato di non aggiungerla, ma accertati piuttosto che la sua voce biografica contenga il template Bio e che i dati anagrafici siano correttamente compilati. Se il template Bio manca, inseriscilo tu stesso o, in alternativa, metti l'avviso {{tmp\|Bio}} che ne segnala la mancanza. Se i dati riportati sono sbagliati, correggi direttamente la voce biografica; le modifiche saranno visibili in questa lista entro pochi giorni. Per chiarimenti vedi il progetto biografie. La lista contiene solo le 124 persone che sono citate nell'enciclopedia e per le quali è stato implementato correttamente il template Bio. Pagina aggiornata al 26 lug 2025. |

- 1º novembre - Garnet Ault, nuotatore canadese († 1993)
- 1º novembre - Aldo Fabrizi, attore, regista e sceneggiatore italiano († 1990)
- 2 novembre - Colin Clark, economista inglese († 1989)
- 2 novembre - William A. Owens, scrittore e insegnante statunitense († 1990)
- 2 novembre - Georges Schehadé, scrittore, poeta e drammaturgo libanese († 1989)
- 2 novembre - Marian Suski, schermidore polacco († 1993)
- 2 novembre - Emilio Trabucchi, farmacologo e politico italiano († 1984)
- 3 novembre - Joe Bambrick, calciatore nordirlandese († 1983)
- 3 novembre - Sigge Fürst, attore svedese († 1984)
- 3 novembre - Tokujiro Namikoshi, medico giapponese († 2000)
- 3 novembre - Einar Sandberg, calciatore norvegese († 1987)
- 3 novembre - Roberto Sternisa, calciatore italiano († 1977)
- 4 novembre - Carl Balhaus, attore, regista e sceneggiatore tedesco († 1968)
- 4 novembre - Spartaco Beltrand, politico italiano († 1974)
- 4 novembre - Stanley Cortez, direttore della fotografia statunitense († 1997)
- 4 novembre - Afro De Pietri, calciatore e allenatore di calcio italiano († 1992)
- 4 novembre - Nannie Doss, serial killer statunitense († 1965)
- 4 novembre - Paul Oßwald, allenatore di calcio e calciatore tedesco († 1993)
- 4 novembre - Dragutin Tadijanović, poeta croato († 2007)
- 4 novembre - Alf Young, allenatore di calcio e calciatore inglese († 1977)
- 5 novembre - Bruno Gesche, militare tedesco († 1982)
- 5 novembre - Joel McCrea, attore statunitense († 1990)
- 5 novembre - Jules Pappaert, calciatore belga († 1945)
- 5 novembre - Giorgio Rastelli, schermidore italiano
- 5 novembre - Carlos Riolfo, calciatore uruguaiano († 1978)
- 5 novembre - Louis Rosier, pilota automobilistico francese († 1956)
- 5 novembre - Dmitrij Trofimovič Šepilov, politico sovietico († 1995)
- 5 novembre - Vernon Wallace Thomson, politico e avvocato statunitense († 1988)
- 5 novembre - Jack Weddle, allenatore di calcio e calciatore inglese († 1979)
- 6 novembre - Henri Ellenberger, psichiatra svizzero († 1993)
- 6 novembre - Pierre Gemayel, politico libanese († 1984)
- 6 novembre - Ruth Selwyn, produttrice teatrale e attrice statunitense († 1954)
- 6 novembre - Mario Tadini, imprenditore e pilota automobilistico italiano († 1983)
- 7 novembre - William Alwyn, compositore, direttore d'orchestra e docente britannico († 1985)
- 7 novembre - Alice Day, attrice statunitense († 1995)
- 7 novembre - Aurélio de Lira Tavares, generale e politico brasiliano († 1998)
- 8 novembre - Tolomeo Faccendi, scultore italiano († 1970)
- 8 novembre - Gino Perani, calciatore italiano († 1982)
- 8 novembre - Adamae Vaughn, attrice statunitense († 1943)
- 8 novembre - Conrad Hal Waddington, biologo britannico († 1975)
- 9 novembre - Abraham Adrian Albert, matematico statunitense († 1972)
- 9 novembre - Réginald-André-Paulin-Edmond Jacq, vescovo cattolico e missionario francese († 2001)
- 9 novembre - Erika Mann, saggista, scrittrice e antifascista tedesca († 1969)
- 10 novembre - Fede Cheti, artista e imprenditrice italiana († 1978)
- 10 novembre - Louis Harold Gray, fisico britannico († 1965)
- 10 novembre - Luigi Pasqualucci, giornalista e politico italiano
- 11 novembre - Bellarmino Bagatti, francescano, presbitero e archeologo italiano († 1990)
- 11 novembre - Charles Borah, velocista statunitense († 1980)
- 11 novembre - Constantin Cantacuzino, nobile, aviatore e hockeista su ghiaccio rumeno († 1958)
- 11 novembre - Erskine H. Childers, politico irlandese († 1974)
- 11 novembre - Ugo Gallo, ispanista, traduttore e poeta italiano († 1957)
- 11 novembre - Aurelio Garobbio, giornalista svizzero († 1992)
- 11 novembre - Otto Kirchheimer, giurista e politologo tedesco († 1965)
- 11 novembre - Umberto Manzini, calciatore italiano
- 11 novembre - Carlos Volante, calciatore argentino († 1987)
- 12 novembre - Aramis Guelfi, politico italiano († 1977)
- 13 novembre - Marcel Baril, sollevatore francese († 1979)
- 13 novembre - Giacomo Gianora, calciatore italiano († 1969)
- 13 novembre - Valerio Piroddi, supercentenario italiano († 2017)
- 14 novembre - Giordano Aldrighetti, pilota motociclistico e pilota automobilistico italiano († 1939)
- 14 novembre - George Morris, pittore statunitense († 1975)
- 14 novembre - Ernest Prodolliet, diplomatico svizzero († 1984)
- 15 novembre - Giacomino Costa, armatore, imprenditore e dirigente d'azienda italiano († 1977)
- 15 novembre - Tamiki Hara, scrittore e poeta giapponese († 1951)
- 15 novembre - Ray Kellogg, effettista e regista cinematografico statunitense († 1976)
- 15 novembre - Annunzio Paolo Mantovani, direttore d'orchestra e arrangiatore italiano († 1980)
- 15 novembre - Paride Pedretti, calciatore italiano († 1989)
- 15 novembre - Costantino Preziosi, politico e avvocato italiano († 1977)
- 16 novembre - Margita Alfvén, attrice svedese († 1962)
- 16 novembre - Eddie Condon, musicista e chitarrista statunitense († 1973)
- 16 novembre - Ettore Cunial, arcivescovo cattolico italiano († 2005)
- 16 novembre - Jenő Löwy, allenatore di calcio e calciatore ungherese († 1967)
- 16 novembre - Albino Principe, attore, sceneggiatore e regista italiano († 1980)
- 16 novembre - Josef Suchý, calciatore cecoslovacco († 1984)
- 17 novembre - Misha Auer, attore russo († 1967)
- 17 novembre - Simone Catalano, ufficiale e aviatore italiano († 1940)
- 17 novembre - Sergio Larraín García-Moreno, architetto cileno († 1999)
- 17 novembre - Antal Kocsis, pugile ungherese († 1994)
- 17 novembre - Anneliese Maier, filosofa tedesca († 1971)
- 17 novembre - Oreste Marcoz, avvocato e politico italiano († 1972)
- 17 novembre - Salvatore Maugeri, medico italiano († 1985)
- 17 novembre - Astrid di Svezia, regina belga († 1935)
- 18 novembre - Giuseppe Cavanna, calciatore italiano († 1976)
- 18 novembre - William Culbertson III, biblista e vescovo anglicano statunitense († 1971)
- 18 novembre - Sandro De Feo, scrittore, giornalista e sceneggiatore italiano († 1968)
- 19 novembre - Eleanor Audley, attrice e doppiatrice statunitense († 1991)
- 19 novembre - Tommy Dorsey, trombonista e direttore d'orchestra statunitense († 1956)
- 19 novembre - Isaac Kashdan, scacchista statunitense († 1985)
- 19 novembre - Roy Seawright, effettista statunitense († 1991)
- 19 novembre - Dante Valentino, allenatore di calcio e calciatore italiano († 1978)
- 20 novembre - Giuseppe Olivotti, vescovo cattolico italiano († 1974)
- 20 novembre - Carl'Alberto Perroux, avvocato e dirigente sportivo italiano († 1977)
- 21 novembre - Andrea Da Passano, fumettista e illustratore italiano († 1993)
- 21 novembre - Izrail' Markovič Jampol'skij, violinista e musicologo sovietico († 1976)
- 21 novembre - Elka de Levie, ginnasta olandese († 1979)
- 21 novembre - Freddie Lindstrom, giocatore di baseball statunitense († 1981)
- 21 novembre - Tat'jana Nikolaevna Lukaševič, regista cinematografica sovietica († 1972)
- 22 novembre - Hermann Flick, calciatore tedesco († 1944)
- 22 novembre - Karl Mocker, politico tedesco († 1996)
- 23 novembre - Willy Bocola, aviatore e militare italiano († 1936)
- 23 novembre - Gwendoline Neligan, schermitrice britannica († 1972)
- 23 novembre - Carlos Torre Repetto, scacchista messicano († 1978)
- 24 novembre - Pierre Jaccoud, avvocato svizzero († 1996)
- 24 novembre - George Herbert Walker Jr., imprenditore statunitense († 1977)
- 25 novembre - Tullio Baroni, militare italiano († 1937)
- 25 novembre - Mario Bianchi, ciclista su strada italiano († 1973)
- 25 novembre - Koos Köhler, pallanuotista olandese († 1965)
- 25 novembre - Peter Wilson, allenatore di calcio e calciatore scozzese († 1983)
- 26 novembre - Norah Baring, attrice britannica († 1985)
- 26 novembre - Urbano Cioccetti, avvocato e politico italiano († 1978)
- 26 novembre - Emlyn Williams, attore teatrale e drammaturgo inglese († 1987)
- 27 novembre - Astrid Allwyn, attrice statunitense († 1978)
- 27 novembre - Giovanni Bolzoni, allenatore di calcio e calciatore italiano († 1980)
- 27 novembre - Victor Goglidze, scacchista georgiano († 1964)
- 27 novembre - Ryōkichi Sagane, fisico giapponese († 1969)
- 27 novembre - José Beltrão, cavallerizza portoghese († 1948)
- 27 novembre - Maria de la Concepción Barrecheguren y García, religiosa spagnola († 1927)
- 28 novembre - Nino Lolli, calciatore e politico italiano († 1965)
- 28 novembre - Josef Smistik, allenatore di calcio e calciatore austriaco († 1985)
- 28 novembre - Albert Tucker, matematico canadese († 1995)
- 29 novembre - Mario Braggiotti, pianista e compositore italiano († 1996)
- 29 novembre - Chester Erskine, regista statunitense († 1986)
- 29 novembre - Marcel Lefebvre, arcivescovo cattolico francese († 1991)
- 30 novembre - Guido Jarach, banchiere e dirigente d'azienda italiano († 1991)